# Сариасія (Кашкадар'їнська область)
Саріасія (узб. Sariosiyo, Сариосиё) — міське селище в Узбекистані, в Кітабському районі Кашкадар'їнської області.
Статус міського селища з 2009 року.